# Herman Nilsson-Ehle
Nils Herman Nilsson-Ehle, ursprungligen Nilsson, född 12 februari 1873 i Skurup, död 29 december 1949 i Lund, var en svensk botaniker och professor i genetik vid Lunds universitet.

## Biografi
Herman Nilsson-Ehle blev filosofie licentiat 1901 och filosofie doktor och docent i botanik 1909. Åren 1900–1915 var han tjänsteman vid Sveriges utsädesförening i Svalöv. Han var professor i fysiologisk botanik vid Lunds universitet 1915–1917, blev medicine hedersdoktor 1918  och var Sveriges första professor i genetik 1917–1938 samt chef för Sveriges utsädesförening i Svalöv 1925–1939. Nilsson-Ehle skapade med hjälp av sin forskning i genetik flera viktiga spannmålssorter. Hans studier av nedärvningsmönstret hos havre- och vetesorter blev mycket uppmärksammade internationellt.
År 1909 ingick han i kretsen som bildade det Svenska sällskapet för rashygien, och han deltog i grundandet av Mendelska sällskapet 1910 och blev dess första ordförande.
Nilsson-Ehle deltog 1898–1899 i Jonas Stadlings Sibiriensexpedition för efterforskning av Andréexpeditionens öde och deltog i flera vetenskapliga resor inom Europa. Han gjorde undersökningar inom floristik om släktena Salix, Poa och Carex samt växtanatomi där han studerade Carexarternas bladstruktur och sumpväxternas klyvöppningar, växtfysiologi (de mörka värmestrålarnas inflytande på växternas organisation och sumpväxternas biologi) samt inom växtpatologi (växtsjukdomar orsakade av parasitsvampar, nematoder, fritflugor, strit, gråfläcksjukan med mera). Huvuddelen av hans forskning föll dock inom ärftlighetsforskning, han var en pionjär i Sverige för de ärftlighetslagar som upptäcktes av Gregor Mendel redan på 1860-talet men inte uppmärksammades förrän i början på 1900-talet.
Nilsson-Ehle upptäckte polygenin (även kallad polygenisk nedärvning) där en organisms fenotyp beror av två eller flera gener. Han gjorde också tidiga försök att öka frekvensen av mutationer, bland annat genom uppmärksammade experiment i vilka han sände upp frön till stor höjd i atmosfären med hjälp av friflygande luftballong. Tanken var att kosmiska partiklar med stor kinetisk energi skulle kunna orsaka förändringar i genmaterialet.
Nilsson-Ehle medverkade i tillkomsten av bland annat Statens institut för rasbiologi i Uppsala. Tanken att människan skulle kunna påverkas genetiskt genom urval formulerades av Sir Francis Galton som lanserade termen "eugenics" 1883. Associationen till nazism kom först på 1930-talet. Nilsson-Ehle var också med och startade Institutet för husdjursförädling i Solna, Föreningen för växtförädling av skogsträd på Ekebo och Institutionen för fruktträdsförädling på Balsgård. 
Politiskt stod han nära den svenska nazismen och förordade under 1930- och 1940-talen en tyskvänlig politik. Herman Nilsson-Ehle blev 1939 ordförande i Riksföreningen Sverige-Tyskland  och var ansvarig utgivare för dess tidskrift Sverige-Tyskland.
Nilsson-Ehle invaldes 1912 som ledamot av Kungl. Skogs- och Lantbruksakademien och 1924 som ledamot av Kungliga Vetenskapsakademien. Han blev kommendör med stora korset av Nordstjärneorden 1938. År 1945 fick han KTH:s stora pris med motiveringen "Ärftlighetsforskare med banbrytande resultat inom sädesodling, fruktodling och träd".
Han är gravsatt på Svalövs kyrkogård.